# Marčana
Marčana (em italiano:  Marzana) é um município da Croácia, situado no condado da Ístria. Tem 132,07 km² de área e sua população em 2011 foi estimada em 4.253 habitantes.